# Llista de béns culturals d'interès nacional de l'Alt Penedès
Llista de Béns Culturals d'Interès Nacional de l'Alt Penedès inscrits en el Registre de Béns Culturals d'Interès Nacional (BCIN) del Departament de Cultura de la Generalitat de Catalunya per a la comarca de l'Alt Penedès. Inclou els béns immobles més rellevants del patrimoni cultural que tenen la categoria de protecció de major rang com a unitat singular, conjunt, espai o zona amb valors culturals, històrics o tècnics.
L'any 2020, l'Alt Penedès comptava amb 62 béns culturals d'interès nacional, classificats en 56 monuments històrics, 5 zones arqueològiques i 1 paleontològica. A continuació es mostren les últimes dades disponibles ordenades per municipis.

## Patrimoni arquitectònic
| Monument                                                                                            | Protecció       | Estil/època                                        | Localització                                                           | Coordenades                                          | Codi?         | Imatge |
| --------------------------------------------------------------------------------------------------- | --------------- | -------------------------------------------------- | ---------------------------------------------------------------------- | ---------------------------------------------------- | ------------- | --- |
| Castell d'Avinyó                                                                                    | BCIN 494-MH     | Medieval                                           | Avinyonet del Penedès Camí de Sant Sebastià dels Gorgs, Can Porrafols  | 41° 22′ 22″ N, 1° 46′ 18″ E / 41.37284°N,1.77167°E   | RI-51-0005185 | Castell d'Avinyó (Avinyonet del Penedès) · Vegeu més fotos d'aquest monument · Carregueu una nova foto d'aquest monument                       |
| Torre de l'Arboçar de Baix                                                                          | BCIN 1870-MH    | Romànic XI                                         | Avinyonet del Penedès Arboçar de Baix                                  | 41° 19′ 47″ N, 1° 45′ 40″ E / 41.329586°N,1.761008°E | RI-51-0005187 | Torre de l'Arboçar de Baix (Avinyonet del Penedès) · Vegeu més fotos d'aquest monument · Carregueu una nova foto d'aquest monument             |
| Monestir de Sant Sebastià dels Gorgs                                                                | BCIN 1871-MH-EN | Romànic, renaixement XI-XVIII                      | Avinyonet del Penedès Pl. de l'Església                                | 41° 22′ 50″ N, 1° 45′ 57″ E / 41.380694°N,1.765860°E | RI-51-0010511 | Monestir de Sant Sebastià dels Gorgs (Avinyonet del Penedès) · Vegeu més fotos d'aquest monument · Carregueu una nova foto d'aquest monument   |
| Torre de les Gunyoles                                                                               | BCIN 1872-MH    | Romà I-II                                          | Avinyonet del Penedès Can Rialb                                        | 41° 21′ 08″ N, 1° 46′ 45″ E / 41.352360°N,1.779281°E | RI-51-0005186 | Torre de les Gunyoles (Avinyonet del Penedès) · Vegeu més fotos d'aquest monument · Carregueu una nova foto d'aquest monument                  |
| Caseria de Santa Susanna, el Castell                                                                | BCIN 1873-MH    | Obra popular                                       | Avinyonet del Penedès Ctra. BV-2411, km 5, a 2,5 km                    | 41° 19′ 53″ N, 1° 48′ 48″ E / 41.331495°N,1.813443°E | RI-51-0005189 | Caseria de Santa Susanna (Avinyonet del Penedès) · Vegeu més fotos d'aquest monument · Carregueu una nova foto d'aquest monument               |
| Can Ràfols dels Caus                                                                                | BCIN 1874-MH    | Obra popular XVIII                                 | Avinyonet del Penedès Av. d'Olesa, Cantallops                          | 41° 21′ 30″ N, 1° 48′ 03″ E / 41.358443°N,1.800933°E | RI-51-0005188 | Can Ràfols dels Caus (Avinyonet del Penedès) · Vegeu més fotos d'aquest monument · Carregueu una nova foto d'aquest monument                   |
| Castell de Castellet, Castell de Sant Esteve                                                        | BCIN 648-MH     | Romànic, gòtic XI-XII, XIV-XV, XX                  | Castellet i la Gornal C. del Castell, 36                               | 41° 15′ 53″ N, 1° 38′ 10″ E / 41.264638°N,1.636158°E | RI-51-0005356 | Castell de Castellet (Castellet i la Gornal) · Vegeu més fotos d'aquest monument · Carregueu una nova foto d'aquest monument                   |
| Castell nou de la Gornal                                                                            | BCIN 649-MH     | Obra popular Medieval                              | Castellet i la Gornal Camí vell de Clariana                            | 41° 15′ 06″ N, 1° 36′ 13″ E / 41.25161°N,1.603547°E  | RI-51-0005357 | Carregueu una nova foto d'aquest monument |
| Castellvell de la Marca, el Castellot                                                               | BCIN 666-MH     | Romànic Medieval                                   | Castellví de la Marca Ctra. BV-2176, km 7, a 2 km                      | 41° 20′ 15″ N, 1° 34′ 43″ E / 41.337592°N,1.578575°E | RI-51-0005367 | Castellvell de la Marca (Castellví de la Marca) · Vegeu més fotos d'aquest monument · Carregueu una nova foto d'aquest monument                |
| Castell de les Pujades                                                                              | BCIN 667-MH     | Obra popular, gòtic XII-XIV                        | Castellví de la Marca Ctra. B-212, km 5,5 a uns 400 m al nord          | 41° 19′ 57″ N, 1° 37′ 32″ E / 41.332470°N,1.625612°E | RI-51-0005453 | Castell de les Pujades (Castellví de la Marca) · Vegeu més fotos d'aquest monument · Carregueu una nova foto d'aquest monument                 |
| Torre de Can Pascol, Can Pasqual, Torre Rodona                                                      | BCIN 688-MH     | Romànic XI                                         | Castellví de la Marca Ctra. BV-2128, km 6,7, a 2 km                    | 41° 20′ 55″ N, 1° 34′ 26″ E / 41.348473°N,1.573917°E | RI-51-0005454 | Torre de Can Pascol (Castellví de la Marca) · Vegeu més fotos d'aquest monument · Carregueu una nova foto d'aquest monument                    |
| Torre de la Torreta, la Torreta                                                                     | BCIN 1875-MH    | Obra popular, romànic Medieval                     | Castellví de la Marca Al peu del puig del castell                      | 41° 19′ 37″ N, 1° 34′ 43″ E / 41.327°N,1.578636°E    | RI-51-0005455 | Torre de la Torreta (Castellví de la Marca) · Vegeu més fotos d'aquest monument · Carregueu una nova foto d'aquest monument                    |
| Castell de Font-rubí                                                                                | BCIN 859-MH     | Romànic Medieval                                   | Font-rubí Costa de Font-rubí                                           | 41° 26′ 22″ N, 1° 35′ 14″ E / 41.439475°N,1.587340°E | RI-51-0005478 | Castell de Font-rubí · Vegeu més fotos d'aquest monument · Carregueu una nova foto d'aquest monument                                           |
| Castell de Gelida i església de Sant Pere del Castell                                               | BCIN 339-MH-EN  | Romànic, gòtic X-XII, XVI-XVIII                    | Gelida                                                                 | 41° 26′ 11″ N, 1° 52′ 08″ E / 41.4363°N,1.868986°E   | RI-51-0005486 | Castell de Gelida · Vegeu més fotos d'aquest monument · Carregueu una nova foto d'aquest monument                                              |
| Casa del Senyor                                                                                     | BCIN 889-MH     | Obra popular XV-XVI                                | Gelida C. Àngel Guimerà, 15                                            | 41° 26′ 24″ N, 1° 51′ 57″ E / 41.440124°N,1.865839°E | RI-51-0005487 | Casa del Senyor (Gelida) · Vegeu més fotos d'aquest monument · Carregueu una nova foto d'aquest monument                                       |
| Castell de la Granada                                                                               | BCIN 904-MH     | Romànic XIII-XIV                                   | La Granada C. del Castell                                              | 41° 22′ 44″ N, 1° 43′ 09″ E / 41.378818°N,1.719255°E | RI-51-0005490 | Castell de la Granada · Vegeu més fotos d'aquest monument · Carregueu una nova foto d'aquest monument                                          |
| Casa del Castlà                                                                                     | BCIN 905-MH     | Gòtic-renaixement XV-XVI                           | La Granada Pl. de l'Església, 4                                        | 41° 22′ 44″ N, 1° 43′ 12″ E / 41.378867°N,1.720130°E | RI-51-0005491 | Casa del Castlà (la Granada) · Vegeu més fotos d'aquest monument · Carregueu una nova foto d'aquest monument                                   |
| Castell de Mediona                                                                                  | BCIN 1040-MH    | Romànic Medieval                                   | Mediona Camí de la Creueta                                             | 41° 28′ 34″ N, 1° 38′ 30″ E / 41.476237°N,1.641555°E | RI-51-0005539 | Castell de Mediona · Vegeu més fotos d'aquest monument · Carregueu una nova foto d'aquest monument                                             |
| Creu de terme de Puigmoltó                                                                          | BCIN 4099-MH    | Barroc XVIII Mitjan                                | Mediona Dins la masia de Puigmoltó                                     | 41° 28′ 15″ N, 1° 36′ 07″ E / 41.470763°N,1.601918°E | IPA-30623     | Vegeu més fotos d'aquest monument · Carregueu una nova foto d'aquest monument                                                                  |
| Església de Sant Miquel d'Olèrdola                                                                  | BCIN 165-MH     | Preromànic, romànic IX-X, XI-XII                   | Olèrdola Ctra. C-244, km 2, castell d'Olèrdola                         | 41° 18′ 09″ N, 1° 42′ 34″ E / 41.3025°N,1.709443°E   | RI-51-0000426 | Església de Sant Miquel d'Olèrdola · Vegeu més fotos d'aquest monument · Carregueu una nova foto d'aquest monument                             |
| Capella del Sant Sepulcre d'Olèrdola                                                                | BCIN 166-MH-EN  | Romànic XI                                         | Olèrdola Ctra. C-244, km 39,8 a 900 m                                  | 41° 19′ 36″ N, 1° 43′ 42″ E / 41.326586°N,1.728204°E | RI-51-0003941 | Capella del Sant Sepulcre d'Olèrdola · Vegeu més fotos d'aquest monument · Carregueu una nova foto d'aquest monument                           |
| Castell d'Olèrdola                                                                                  | BCIN 1123-MH    | Romànic X-XI                                       | Olèrdola                                                               | 41° 18′ 06″ N, 1° 42′ 33″ E / 41.301636°N,1.709114°E | IPA-1241      | Castell d'Olèrdola · Vegeu més fotos d'aquest monument · Carregueu una nova foto d'aquest monument                                             |
| Torre de Moja                                                                                       | BCIN 1124-MH    | Romànic X-XI                                       | Olèrdola C. Te Deum, 3, Moja                                           | 41° 19′ 35″ N, 1° 41′ 25″ E / 41.326284°N,1.690305°E | RI-51-0005564 | Torre de Moja (Olèrdola) · Vegeu més fotos d'aquest monument · Carregueu una nova foto d'aquest monument                                       |
| Castellot de Barquera                                                                               | BCIN 1125-MH    | Romànic Medieval                                   | Olèrdola                                                               | 41° 19′ 58″ N, 1° 44′ 18″ E / 41.332898°N,1.738272°E | RI-51-0005565 | Castellot de Barquera (Olèrdola) · Vegeu més fotos d'aquest monument · Carregueu una nova foto d'aquest monument                               |
| Torre de Viladellops                                                                                | BCIN 1126-MH    | Romànic Medieval                                   | Olèrdola Ctra. c-244, km 3,15 a 1 km, Viladellops                      | 41° 18′ 20″ N, 1° 44′ 11″ E / 41.305455°N,1.736515°E | RI-51-0005566 | Torre de Viladellops (Olèrdola) · Vegeu més fotos d'aquest monument · Carregueu una nova foto d'aquest monument                                |
| Ruïnes d'Olèrdola                                                                                   | BCIN 2058-ZA    | Romànic Ferro-ibèric, romà, X-XII                  | Olèrdola Muntanya d'Olèrdola                                           | 41° 18′ 14″ N, 1° 42′ 35″ E / 41.303836°N,1.709682°E | RI-55-0000012 | Ruïnes d'Olèrdola · Vegeu més fotos d'aquest monument · Carregueu una nova foto d'aquest monument                                              |
| Antic Hospital de Cervelló o Hospital d'Olesa de Bonesvalls                                         | BCIN 1127-MH    | Romànic, gòtic XIII-XIV                            | Olesa de Bonesvalls L'Hospital                                         | 41° 20′ 43″ N, 1° 50′ 46″ E / 41.345303°N,1.846074°E | RI-51-0005567 | Antic Hospital de Cervelló (Olesa de Bonesvalls) · Vegeu més fotos d'aquest monument · Carregueu una nova foto d'aquest monument               |
| Castell Nou de Pontons                                                                              | BCIN 1289-MH    | Romànic XI                                         | Pontons Camí de Mas Fonoll a Sant Joan de la Muntanya                  | 41° 24′ 28″ N, 1° 31′ 28″ E / 41.407891°N,1.524433°E | RI-51-0005597 | Castell Nou de Pontons · Vegeu més fotos d'aquest monument · Carregueu una nova foto d'aquest monument                                         |
| Mas de Pontons                                                                                      | BCIN 1290-MH    | Barroc XVII-XVIII                                  | Pontons Camí de l'Església, a 4 km                                     | 41° 26′ 07″ N, 1° 32′ 11″ E / 41.435358°N,1.536431°E | RI-51-0005598 | Mas Pontons (Pontons) · Vegeu més fotos d'aquest monument · Carregueu una nova foto d'aquest monument                                          |
| Torre de Cal Rei                                                                                    | BCIN 1291-MH    | Romànic XII-XIII                                   | Pontons Ctra. BP-2122, km 11,5 a 500 m                                 | 41° 25′ 18″ N, 1° 30′ 02″ E / 41.421657°N,1.500651°E | RI-51-0005599 | Torre de Cal Rei (Pontons) · Vegeu més fotos d'aquest monument · Carregueu una nova foto d'aquest monument                                     |
| Cal Xamanet                                                                                         | BCIN 1292-MH    | Romànic Medieval                                   | Pontons Ctra. BP-2122, km 11,75 a uns 300 m                            | 41° 25′ 17″ N, 1° 29′ 55″ E / 41.421459°N,1.498602°E | RI-51-0005600 | Cal Xamanet (Pontons) · Vegeu més fotos d'aquest monument · Carregueu una nova foto d'aquest monument                                          |
| Església de Santa Maria de Sant Martí Sarroca                                                       | BCIN 198-MH     | Romànic, barroc, neoclassicisme XI-XII, XVII-XVIII | Sant Martí Sarroca Barri de la Roca, ctra. BV-2129, km 2               | 41° 22′ 49″ N, 1° 36′ 40″ E / 41.380281°N,1.611114°E | RI-51-0000440 | Església de Santa Maria de Sant Martí Sarroca · Vegeu més fotos d'aquest monument · Carregueu una nova foto d'aquest monument                  |
| Castell de Sant Martí Sarroca                                                                       | BCIN 1409-MH    | Gòtic, historicisme XII-XIII, XX                   | Sant Martí Sarroca Ctra. BV-2129, km 2                                 | 41° 22′ 50″ N, 1° 36′ 39″ E / 41.380519°N,1.610788°E | RI-51-0005653 | Castell de Sant Martí Sarroca · Vegeu més fotos d'aquest monument · Carregueu una nova foto d'aquest monument                                  |
| Palau del Marquès de Llió                                                                           | BCIN 1527-MH    | Gòtic XIII-XIV                                     | Sant Pere de Riudebitlles C. Major, 42                                 | 41° 27′ 13″ N, 1° 42′ 13″ E / 41.453686°N,1.703701°E | RI-51-0005669 | Palau del Marquès de Llió (Sant Pere de Riudebitlles) · Vegeu més fotos d'aquest monument · Carregueu una nova foto d'aquest monument          |
| Castell de Sant Quintí                                                                              | BCIN 1536-MH    | Obra popular XVII-XVIII                            | Sant Quintí de Mediona Ctra. C-244, km 21, a 300 m, camí del Cementiri | 41° 27′ 36″ N, 1° 39′ 59″ E / 41.460120°N,1.666419°E | RI-51-0005676 | Castell de Sant Quintí (Sant Quintí de Mediona) · Vegeu més fotos d'aquest monument · Carregueu una nova foto d'aquest monument                |
| Caves Codorniu                                                                                      | BCIN 204-MH     | Modernisme Josep Puig i Cadafalch XX (1904)        | Sant Sadurní d'Anoia Pg. de Can Codorniu                               | 41° 26′ 07″ N, 1° 47′ 55″ E / 41.435145°N,1.798662°E | RI-51-0004204 | Caves Codorniu (Sant Sadurní d'Anoia) · Vegeu més fotos d'aquest monument · Carregueu una nova foto d'aquest monument                          |
| Torre de la Font del Mingo                                                                          | BCIN 1541-MH    | Obra popular XVI-XIX                               | Sant Sadurní d'Anoia C. Mossèn Jacint Verdaguer, 5                     | 41° 25′ 27″ N, 1° 46′ 59″ E / 41.424179°N,1.782955°E | RI-51-0005678 | Torre de la Font del Mingo (Sant Sadurní d'Anoia) · Vegeu més fotos d'aquest monument · Carregueu una nova foto d'aquest monument              |
| Vilarnau, Vilardell                                                                                 | BCIN 1542-MH    | Obra popular Medieval                              | Sant Sadurní d'Anoia Entre el CL Mercadona i Can Codorniu              | 41° 26′ 03″ N, 1° 48′ 04″ E / 41.434133°N,1.801157°E | RI-51-0005679 | Vilarnau (Sant Sadurní d'Anoia) · Modifica el valor a Wikidata · Vegeu més fotos d'aquest monument · Carregueu una nova foto d'aquest monument |
| Castell-Convent de Penyafort                                                                        | BCIN 1404-MH    | Barroc XII, XVII-XIX                               | Santa Margarida i els Monjos Ctra. N-340, km 296,6, a 15 km            | 41° 18′ 23″ N, 1° 39′ 30″ E / 41.306281°N,1.658224°E | RI-51-0005690 | Castell-Convent de Penyafort (Santa Margarida i els Monjos) · Vegeu més fotos d'aquest monument · Carregueu una nova foto d'aquest monument    |
| Masia Castell de la Bleda                                                                           | BCIN 1405-MH    | Obra popular XIX                                   | Santa Margarida i els Monjos Ctra. B-212, km 2,3, a 600 m              | 41° 20′ 40″ N, 1° 39′ 40″ E / 41.344450°N,1.661169°E | RI-51-0005691 | Masia Castell de la Bleda (Santa Margarida i els Monjos) · Vegeu més fotos d'aquest monument · Carregueu una nova foto d'aquest monument       |
| Masia de Penyafel                                                                                   | BCIN 1406-MH    | Obra popular, renaixement XVII                     | Santa Margarida i els Monjos Camí de l'Ermita de Penyafel, 1           | 41° 19′ 01″ N, 1° 41′ 00″ E / 41.316923°N,1.683390°E | RI-51-0005692 | Masia de Penyafel (Santa Margarida i els Monjos) · Vegeu més fotos d'aquest monument · Carregueu una nova foto d'aquest monument               |
| Castell de Subirats i església de Sant Pere del Castell, Santuari de la Mare de Déu de la Fontsanta | BCIN 1581-MH    | Romànic X-XIII                                     | Subirats Ctra. BV-2427, km 3,8, al cim d'un turó, sobre els Casots     | 41° 24′ 57″ N, 1° 49′ 02″ E / 41.415866°N,1.817301°E | RI-51-0005721 | Castell de Subirats (Subirats) · Vegeu més fotos d'aquest monument · Carregueu una nova foto d'aquest monument                                 |
| Torre Ramona, Torre Ramon                                                                           | BCIN 1582-MH    | Gòtic-renaixement, obra popular XVI                | Subirats Ctra. C-243b, km 15,5                                         | 41° 25′ 17″ N, 1° 49′ 11″ E / 41.421336°N,1.819836°E | RI-51-0005722 | Torre Ramona (Subirats) · Vegeu més fotos d'aquest monument · Carregueu una nova foto d'aquest monument                                        |
| Torre de l'Ordal, Torre del Telègraf                                                                | BCIN 1583-MH    | XIX                                                | Subirats Ctra. N-340, km 315,7, a 500 m, port d'Ordal                  | 41° 23′ 42″ N, 1° 52′ 29″ E / 41.394879°N,1.874685°E | RI-51-0005723 | Torre de l'Ordal (Subirats) · Vegeu més fotos d'aquest monument · Carregueu una nova foto d'aquest monument                                    |
| Creu del castell de Subirats, creu de terme                                                         | BCIN 3876-MH    | Obra popular XVI-XVII                              | Subirats Davant el Santuari de Fontsanta                               | 41° 24′ 59″ N, 1° 48′ 59″ E / 41.416344°N,1.816390°E | RI-51-0012050 | Creu del castell de Subirats · Vegeu més fotos d'aquest monument · Carregueu una nova foto d'aquest monument                                   |
| La Torrota d'en Pasteres                                                                            | BCIN 4142-MH    | XIII-XIV                                           | Subirats Al sud-oest del nucli de Torre-ramona                         | 41° 25′ 08″ N, 1° 49′ 20″ E / 41.418768°N,1.822292°E | IPA-4784      | La Torrota d'en Pasteres (Subirats) · Vegeu més fotos d'aquest monument · Carregueu una nova foto d'aquest monument                            |
| Castellot d'en Vallès i Santa Maria de Lavit, Castell de Lavit i capella del castell                | BCIN 1651-MH    | X                                                  | Torrelavit C. del Molí, prop de l'església de Santa Maria              | 41° 26′ 48″ N, 1° 43′ 48″ E / 41.446668°N,1.729865°E | RI-51-0005746 | Carregueu una nova foto d'aquest monument |
| Castell de Foix                                                                                     | BCIN 1652-MH    | Romànic Medieval                                   | Torrelles de Foix                                                      | 41° 24′ 53″ N, 1° 33′ 48″ E / 41.41465°N,1.56334°E   | RI-51-0005747 | Castell de Foix (Torrelles de Foix) · Vegeu més fotos d'aquest monument · Carregueu una nova foto d'aquest monument                            |
| Castell de Secabecs, Ca l'Isaac                                                                     | BCIN 1653-MH    | Obra popular                                       | Torrelles de Foix Ctra. BP-2121, km 20, a 1.000 m                      | 41° 26′ 12″ N, 1° 33′ 16″ E / 41.436661°N,1.554420°E | RI-51-0005748 | Castell de Secabecs (Torrelles de Foix) · Vegeu més fotos d'aquest monument · Carregueu una nova foto d'aquest monument                        |
| Torres Altes de Foix                                                                                | BCIN 1654-MH    | Romànic Medieval                                   | Torrelles de Foix Camí de les Planes de les Torres                     | 41° 24′ 40″ N, 1° 32′ 37″ E / 41.410974°N,1.543641°E | RI-51-0005749 | Torres Altes de Foix (Torrelles de Foix) · Vegeu més fotos d'aquest monument · Carregueu una nova foto d'aquest monument                       |
| Torre de Can Pepó                                                                                   | BCIN 1655-MH    | Romànic Medieval                                   | Torrelles de Foix Camí de les Planes de les Torres                     | 41° 24′ 54″ N, 1° 32′ 45″ E / 41.414928°N,1.545782°E | RI-51-0005750 | Torre de Can Pepó (Torrelles de Foix) · Vegeu més fotos d'aquest monument · Carregueu una nova foto d'aquest monument                          |
| Palau Reial, Museu de Vilafranca, Vinseum, Palau de Jaume II, Cal Noi-Noi                           | BCIN 1769-MH    | Gòtic XIII-XIV, XX                                 | Vilafranca del Penedès Pl. Jaume I, 1                                  | 41° 20′ 48″ N, 1° 41′ 49″ E / 41.346682°N,1.696839°E | RI-51-0001333 | Palau Reial (Vilafranca del Penedès) · Vegeu més fotos d'aquest monument · Carregueu una nova foto d'aquest monument                           |
| Palau Baltà, Palau del Fraret, Cal Babau                                                            | BCIN 1770-MH-EN | Gòtic XVI                                          | Vilafranca del Penedès Pl. Jaume I, 2                                  | 41° 20′ 50″ N, 1° 41′ 49″ E / 41.3472°N,1.697061°E   | RI-51-0005769 | Palau Baltà (Vilafranca del Penedès) · Vegeu més fotos d'aquest monument · Carregueu una nova foto d'aquest monument                           |
| Muralla de Vilafranca del Penedès                                                                   | BCIN 4053-MH-ZA |                                                    | Vilafranca del Penedès                                                 | 41° 20′ 48″ N, 1° 41′ 52″ E / 41.346530°N,1.69784°E  | IPA-39770     | Muralla de Vilafranca del Penedès · Vegeu més fotos d'aquest monument · Carregueu una nova foto d'aquest monument                              |
| Església de Santa Maria, Basílica de Santa Maria                                                    | BCIN 4289-MH-EN | Gòtic, historicisme XIII, XX                       | Vilafranca del Penedès Pl. Jaume I, 2B                                 | 41° 20′ 49″ N, 1° 41′ 50″ E / 41.347046°N,1.69722°E  | IPA-4918      | Basílica de Santa Maria (Vilafranca del Penedès) · Vegeu més fotos d'aquest monument · Carregueu una nova foto d'aquest monument               |

El castell d'Olivella està entre el Garraf i l'Alt Penedès (vegeu la llista de béns culturals d'interès nacional del Garraf).

## Patrimoni arqueològic
Tres jaciments d'Olèrdola estan inscrits com a Patrimoni de la Humanitat com a part de l'art rupestre de l'arc mediterrani de la península Ibèrica.
| Monument                                                                  | Protecció       | Estil/època | Localització                                                                 | Coordenades                                          | Codi?         | Imatge |
| ------------------------------------------------------------------------- | --------------- | --- | ---------------------------------------------------------------------------- | ---------------------------------------------------- | ------------- | --- |
| Abric de Can Castellví                                                    | PH BCIN 2056-ZA | Abrics i similars amb representació gràfica, pintura Bronze (-1800/-650) | Olèrdola Prop de Can Castellví, a la cinglera nord del Fondo de la Seguera   | 41° 18′ 21″ N, 1° 42′ 00″ E / 41.305750°N,1.699955°E | RI-55-0000325 | Abric de Can Castellví (Olèrdola) · Vegeu més fotos d'aquest monument · Carregueu una nova foto d'aquest monument |
| Abric de Can Ximet                                                        | PH BCIN 2057-ZA | Abrics i similars amb representació gràfica, pintura. Lloc o centre de producció i explotació. Abrics i similars d'habitació amb estructures conservades. Des de Medieval Catalunya vella sotmesa als Carolingis a Medieval Baixa Edat Mitjana (800/1399). Desconeguda. | Olèrdola Al nord-oest de les ruïnes d'Olèrdola i a la dreta de Can Castellví | 41° 18′ 18″ N, 1° 42′ 05″ E / 41.305092°N,1.701485°E | RI-55-0000327 | Carregueu una nova foto d'aquest monument                                                                         |
| Cova dels Segarulls, cova de les Pintures o cova del Fondal de la Seguera | PH BCIN 2052-ZA | Cova natural amb representació gràfica, pintura. Cova natural d'enterrament, inhumació col·lectiu, incineració col·lectiu. Bronze Final (-1200/-650) | Olèrdola Damunt del camí del Fondo de la Seguera                             | 41° 18′ 51″ N, 1° 42′ 54″ E / 41.314233°N,1.714982°E | RI-55-0000328 | Cova dels Segarulls (Olèrdola) · Vegeu més fotos d'aquest monument · Carregueu una nova foto d'aquest monument    |

A més, la muralla de Vilafranca i les ruïnes d'Olèrdola estan inventariats com a patrimoni arquitectònic i arqueològic.

## Patrimoni paleontològic
| Monument   | Protecció    | Estil/època    | Localització                                     | Coordenades                                          | Codi?         | Imatge                                                                                                |
| ---------- | ------------ | -------------- | ------------------------------------------------ | ---------------------------------------------------- | ------------- | --- |
| Els Casots | BCIN 2053-ZP | Miocè inferior | Subirats Al peu sud-oest del pujol d'en Figueres | 41° 24′ 55″ N, 1° 48′ 26″ E / 41.415288°N,1.807172°E | RI-55-0000456 | Els Casots (Subirats) · Vegeu més fotos d'aquest monument · Carregueu una nova foto d'aquest monument |